# Harlaston
Harlaston is een civil parish in het bestuurlijke gebied Lichfield, in het Engelse graafschap Staffordshire met 394 inwoners.